# Монти Алто (Тексас)
Монти Алто (енгл. Monte Alto) насељено је место без административног статуса у америчкој савезној држави Тексас.

## Демографија
По попису из 2010. године број становника је 1.924, што је 313 (19,4%) становника више него 2000. године.
| Група             | 2000.         | 2010.         |
| Белци             | 47 (2,9%)     | 92 (4,8%)     |
| Афроамериканци    | 0 (0,0%)      | 1 (0,1%)      |
| Азијати           | 1 (0,1%)      | 0 (0,0%)      |
| Хиспаноамериканци | 1.559 (96,8%) | 1.822 (94,7%) |
| Укупно            | 1.611         | 1.924         |